# Monoï

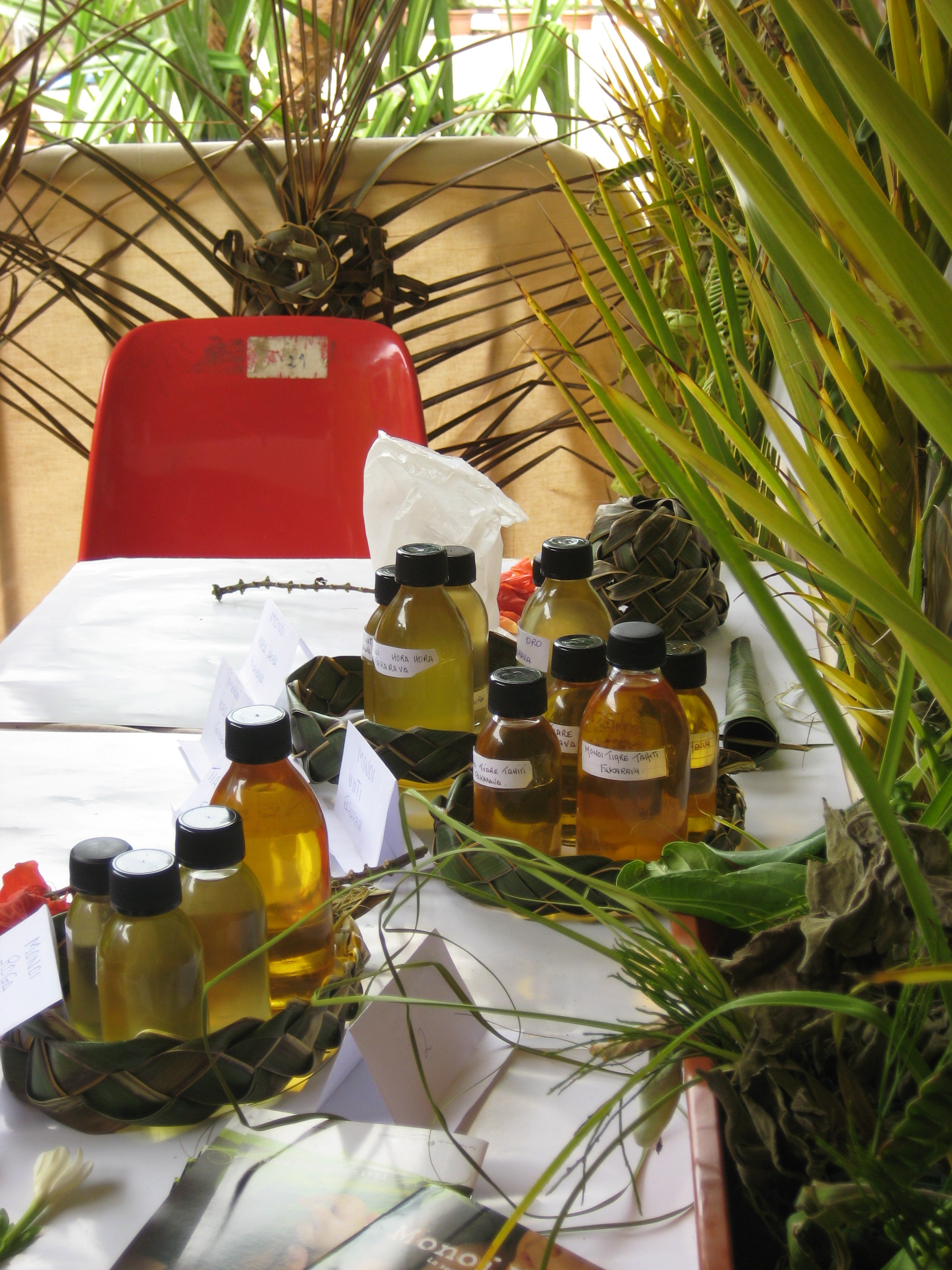
Huile de monoï traditionnel.

Le monoï (« huile parfumée » ou « huile sacrée », Mono’i en tahitien, Manogi en paumotu, Pani en marquisien) est un produit de beauté obtenu par la macération de fleurs de tiaré tahiti dans de l'huile de coprah raffinée. Le monoï est un produit traditionnel des îles de la Polynésie française. Il est utilisé en Europe surtout comme huile bronzante et évite la déshydratation de la peau au soleil, mais il ne protège pas contre les ultraviolets. En Polynésie, il est utilisé comme huile de massage pour nourrir la peau et huiler les cheveux.

## Appellation d'origine
En Polynésie française, on trouve principalement le monoï traditionnel dit « monoï des Mamas » fabriqué artisanalement à partir d'amandes de coco fraîches râpées, et le monoï de Tahiti, une appellation d'origine. À l'exportation et afin de répondre aux exigences réglementaires et à l'industrie cosmétique, on retrouve presque exclusivement le monoï de Tahiti. Ce dernier a été précisément défini le 1er avril 1992 par le décret no 92-340 qui l'a reconnu dans le cadre du « monoï de Tahiti appellation d'origine » ; ce décret précise notamment : « Le monoï de Tahiti est le produit obtenu par la macération de fleurs de tiaré dans l’huile de coprah raffinée, extraite de noix de coco récoltées dans l’aire géographique de Polynésie française au stade de noix mûres, sur des sols d’origine corallienne. Ces noix doivent provenir du cocotier « Cocos nucifera » et les fleurs de tiaré de l’espèce végétale « Gardenia tahitensis » (Flore de Candolle) d’origine polynésienne récoltées au stade de bouton. ».
Tout produit qui contient du monoï de Tahiti doit obligatoirement mentionner dans la liste des ingrédients « Cocos nucifera » et « Gardenia tahitensis ». Tout produit qui respecte l'appellation d'origine monoï de Tahiti peut utiliser — ce n'est pas une obligation pour les marques — le timbre de l'appellation d'origine qui donne une garantie supplémentaire et facilite la lecture du consommateur.
Le monoï de Tahiti est un produit naturel qui peut être ECOCERT. Par contre, du fait du processus de fabrication de l'huile raffinée de coprah, il n'existe pas de monoï de Tahiti « bio ».[réf. souhaitée]
Le monoï se solidifie à une température inférieure à 24 °C / 78 °F (point de fusion). Il est donc parfois nécessaire de le passer sous l'eau chaude avant utilisation. Le passage fréquent de solide à liquide n'affecte pas les qualités physiques ni la fragrance du monoï.

## Procédé de fabrication

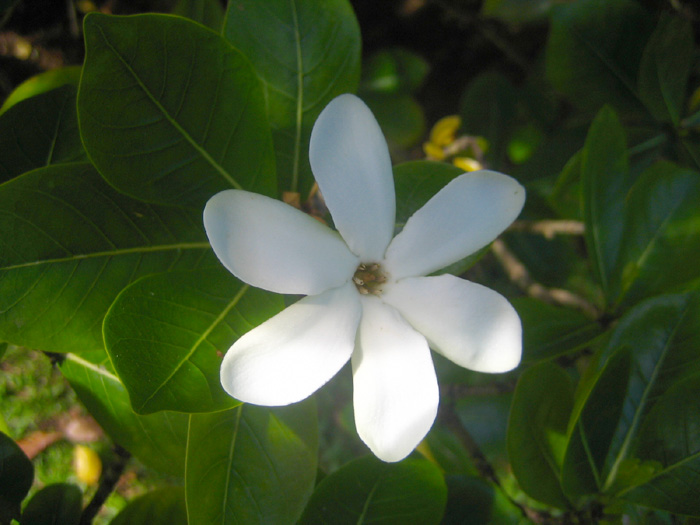
La fleur de Tiaré tahiti.

Les fleurs de tiaré de Tahiti, cueillies au stade de bouton, sont utilisées au plus tard le lendemain de leur récolte. Elles sont mises à macérer dans l'huile de coprah raffinée pour au moins dix jours à raison d'au moins dix fleurs par litre d'huile. L'abdomen de bernard-l'hermite est utilisé pour accélérer la fermentation de l'huile. Ce processus de fabrication, commun à tous les producteurs de monoï de Tahiti, est une méthode similaire à l'enfleurage en parfumerie. Au bout de cette période, le macérat est décanté et filtré, puis un antioxydant naturel (comme l'acétate de tocophéryle) ou chimique (comme le BHT, dioléyl tocophéryl méthylsilanol) lui est ajouté.
Le Service des affaires économiques en Polynésie française contrôle régulièrement le respect des exigences de l'appellation d'origine. Une commission de contrôle existe dans ce cadre, elle est dirigée par le président de la Polynésie française ou son représentant.